# Brytyjskie Wyspy Dziewicze na Letnich Igrzyskach Olimpijskich 1988
Brytyjskie Wyspy Dziewicze na Letnich Igrzyskach Olimpijskich 1988 reprezentowało 3 zawodników, sami mężczyźni.

## Lekkoatletyka
- Lindel Hodge

bieg na 100 m - odpadł w eliminacjach
bieg na 200 m - odpadł w eliminacjach
- Willis Todman

bieg na 400 m - odpadł w eliminacjach

## Żeglarstwo
- Matthew Arneborg

Klasa Windsurfer - 29. miejsce